# 다른 그림 찾기

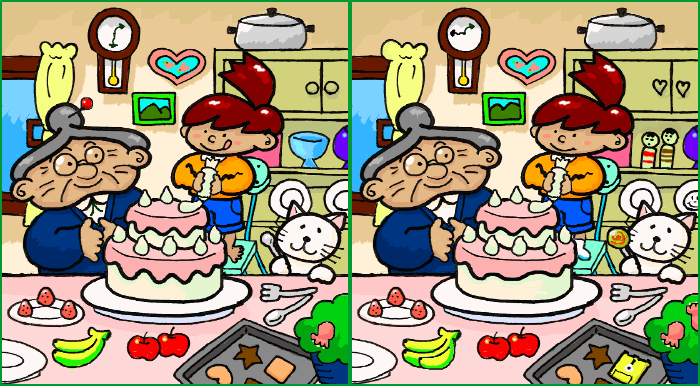
다른 그림 찾기 퍼즐의 예시. 두 그림 간 차이점이 15개가 있다.

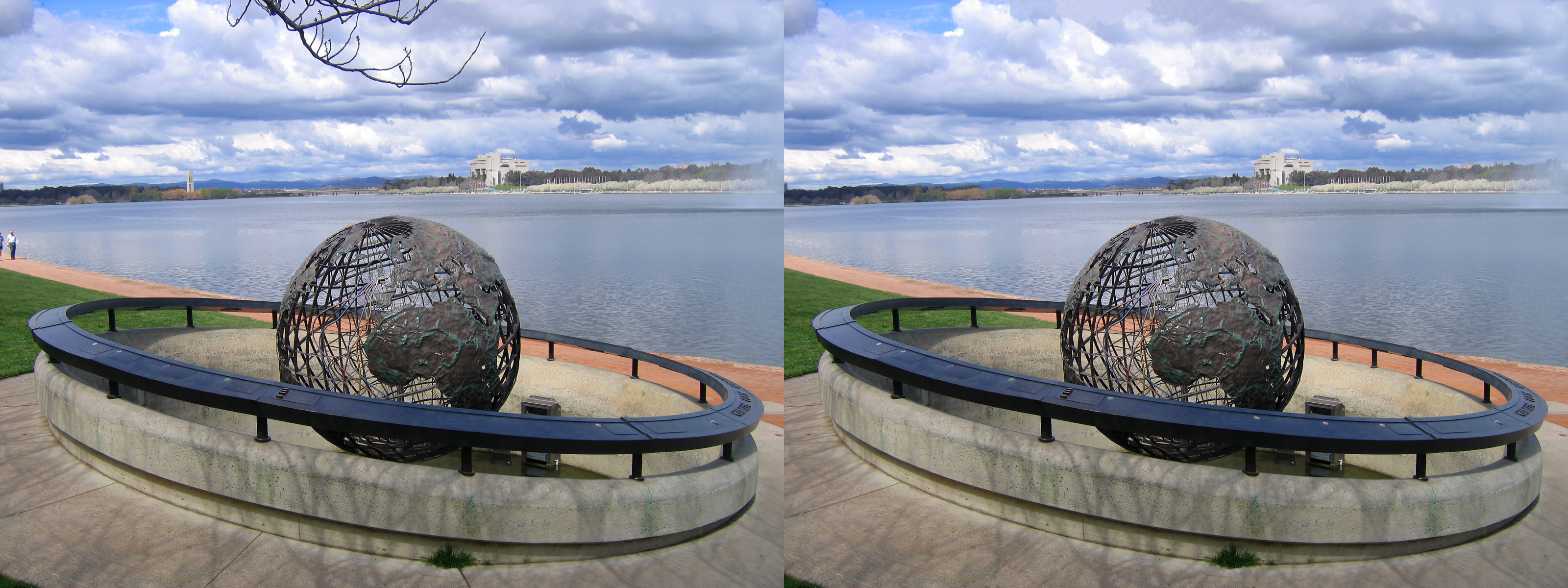
다른 그림 찾기 퍼즐의 사진 버전.

다른 그림 찾기, 틀린 그림 찾기(spot the difference)는 서로 다르면서도 비슷한 이미지 간의 차이점을 알아내는 퍼즐의 일종으로, 그 대상은 사진 편집으로 변경된 일러스트레이션이나 사진이 될 수 있다. 다른 그림 찾기 게임은 사진 사냥(photo hunt) 게임으로도 부르며 아동용 활동 서적이나 신문에서 흔히 볼 수 있다.
퍼즐의 정답은 퍼즐책에 수반되는 정답 페이지나 주변 위치에 나열되어 있다.

## 같이 보기
- 변화맹
- 시각적 비교
- 숨은 그림 찾기